# 친일 문학인 42인 명단
친일 문학인 42인 명단은 2002년 8월 14일 민족문학작가회의, 민족문제연구소, 계간 《실천문학》, 나라와 문화를 생각하는 국회의원 모임, 민족정기를 세우는 국회의원모임(회장 김희선)이 공동 발표한 문학 분야 친일 인물 42명에 관한 명단이다.
작품 내 식민주의와 파시즘의 옹호 여부가 가장 중요한 선정 기준이었으며 일본어로 작품 활동을 한 사실이나 친일 단체 참여 여부, 창씨개명 여부 등은 참고용으로만 사용되었다.
괄호 안의 숫자는 명단 발표 당시 친일 작품으로 판명된 작가별 총 작품 수이다.
- 여기서 언급된 <김해강, 김소운, 박태원>은 이후 역사학계를 중심으로 각 분야의 전문연구자 150여 명이 편찬위원으로 참여했으며, 180여 명의 집필위원, 문헌자료 담당 연구자 80여 명이 관여하여 2009년 민족문화연구원에서 발행한 『친일인명사전』에는 제외되었다.

## 명단

### 시 분야
| - 김동환 (23편) - 김상용 (3편) - 김안서 (6편) - 김종한 (22편) - 김해강 (3편) - 노천명 (14편) | - 모윤숙 (12편) - 서정주 (10편) - 이찬 (8편) - 임학수 (8편) - 주요한 (43편) - 최남선 (7편) |

### 소설, 수필, 희곡 분야
| - 김동인 (9편) - 김소운 (3편) - 박영호 (10편) - 박태원 (3편) - 송영 (7편) - 유진오 (8편) - 유치진 (12편) - 이광수 (103편) - 이무영 (6편) - 이서구 (4편) | - 이석훈 (19편) - 장혁주 (8편) - 정비석 (9편) - 정인택 (13편) - 조용만 (8편) - 채만식 (13편) - 최정희 (14편) - 함대훈 (11편) - 함세덕 (6편) |

### 평론 분야
| - 곽종원 (6편) - 김기진 (17편) - 김문집 (3편) - 김용제 (25편) - 박영희 (18편) - 백철 (14편) | - 이헌구 (4편) - 정인섭 (11편) - 조연현 (6편) - 최재서 (26편) - 홍효민 (5편) |

## 같이 보기
- 민족문제연구소의 친일인명사전 수록예정자 명단 - 문화/예술
- 친일파 708인 명단 - 기타
- 친일파 708인 명단 - 사회, 문화, 예술계

## 참고자료
- 김재용, 친일문학 작품목록 《실천문학》 (2002년 가을호)